# Джеймс Макфадден
Джеймс Макфадден (англ. James McFadden, нар. 14 квітня 1983, Глазго) — шотландський футболіст, що грав на позиції нападника, зокрема, за клуби «Мотервелл», «Евертон» та «Бірмінгем Сіті», а також національну збірну Шотландії.

## Клубна кар'єра
У дорослому футболі дебютував 2000 року виступами за команду клубу «Мотервелл», в якій провів три сезони, взявши участь у 63 матчах чемпіонату.  Більшість часу, проведеного у складі «Мотервелла», був основним гравцем атакувальної ланки команди. У складі «Мотервелла» був одним з головних бомбардирів команди, маючи середню результативність на рівні 0,41 голу за гру першості. В сезоні 2002/03 команда виступила дуже невдало, фінішувавши на останньому місці Шотландської Прем'єр-ліги, проте Макфадден забив рекордні у своїй кар'єрі 19 голів у всіх змаганнях і отримав титул Молодого гравця року за версією футболістів ШПФА.
Молодий результативний нападник привернув увагу представників тренерського штабу «Евертона», до складу якого приєднався влітку 2003 року за 1,25 млн. фунтів. Відіграв за клуб з Ліверпуля наступні п'ять сезонів своєї ігрової кар'єри. Проте високою результативністю не відзначався, хоча у перші роки виступів у команді отримував достатньо ігрового часу. 
Поступово його статус і, відповідно ігровий час, в «Евертоні» знизився, і на початку 2008 року його було продано до «Бірмінгем Сіті», який сплатив за шотландського нападника 5 мільйонів фунтів. Протягом наступних 2,5 років був одним з основних форвардів бірмінгемців, хоча забитими голами відзначався дуже нерегулярно. А значну частину сезону 2010/11 був змушений пропустити через важку травму. За результатами того сезону «Бірмінгем Сіті» не зумів зберегти місце у Прем'єр-лізі, і Макфадден, діючий контракт якого саме завершився, команду залишив.
Влітку 2011 року нападник повернувся до «Евертон», а за рік став гравцем «Сандерленда». В обох цих командах використовувався як один з гравців резерву і з'являвся на полі епізодами.
На початку 2013 року повернувся до рідного «Мотервелла», в якому грав до 2014 та згодом протягом 2015–2017 років. З 2014 по 2015 рік також грав за «Сент-Джонстон», а завершив професійну ігрову кар'єру у клубі «Квін оф зе Саут», за команду якого виступав протягом 2017—2018 років.

## Виступи за збірну
2002 року дебютував в офіційних матчах у складі національної збірної Шотландії. Протягом кар'єри у національній команді, яка тривала 9 років, провів у її формі 48 матчів, забивши 15 голів.

### Статистика ігор за збірну
| Збірна Шотландії з футболу | Збірна Шотландії з футболу | Збірна Шотландії з футболу |
| Рік                        | Матчі                      | Голи                       |
| -------------------------- | -------------------------- | -------------------------- |
| 2002                       | 2                          | 0                          |
| 2003                       | 7                          | 2                          |
| 2004                       | 10                         | 4                          |
| 2005                       | 5                          | 2                          |
| 2006                       | 7                          | 2                          |
| 2007                       | 6                          | 3                          |
| 2008                       | 5                          | 1                          |
| 2009                       | 3                          | 1                          |
| 2010                       | 3                          | 0                          |
| Разом                      | 48                         | 15                         |

## Титули і досягнення
- Володар Кубка англійської ліги (1):

«Бірмінгем Сіті»: 2010-2011